# Менезес, Тони
Энтони Сантос Менезес (англ. Anthony Santos Menezes; род. 24 ноября 1974, Миссиссога, Онтарио) — канадский футболист бразильского происхождения, игравший на позиции защитника.

## Клубная карьера
Его бразильская мать и португальский отец, когда ему было 10 лет, иммигрировали в Бразилию из Канады, где родился Тони. Он играл за «Ботафого» из Рио-де-Жанейро до 2001 года, а потом подписал контракт с китайской командой «Нанькин Йойо». 19 апреля 2006 года он подписал контракт с «Торонто Линкс» и сыграл только один сезон.
В ноябре 2006 года он подписал контракт с индийским клубом «Махиндра Юнайтед». После двух лет в Индии вернулся Бразилии и в январе 2008 стал игроком Порту-Алегри.

## Международная карьера
Дебют за национальную сборную Канады состоялся 18 мая 1998 года в товарищеском матче против Македонии (1:0). Был в составах сборной на двух Золотых кубках КОНКАКАФ (2000 и 2002) и на Кубок конфедераций 2001 в Японии. Всего Менезес сыграл 27 матчей за «красных». Он также играл за сборную Канады по пляжному футболу.
Он дебютировал за Канаду в товарищеском матче в мае 1998 года против Македонии и заработал в общей сложности 27 матчей, не забив ни одного гола. Он представлял Канаду в 4 квалификационных матчах Кубка мира ФИФА [5] и был членом сборной, завоевавшей титул золотого кубка КОНКАКАФ 2000 года. Он также играл с Канадой на Кубке Конфедераций ФИФА 2001 года в Японии. Он также играл за сборную Канады по пляжному футболу.

## Достижения
- Обладатель Золотого кубка КОНКАКАФ: 2000